# Hooverdam
De Hooverdam, ook wel bekend als de Boulderdam naar de op 12 km afstand gelegen plaats Boulder City (Nevada), is een betonnen boogdam in de Colorado ter hoogte van de Black Canyon (op de grens tussen de Amerikaanse staten Arizona en Nevada). De dam – die 48 kilometer ten zuidoosten van Las Vegas ligt – is genoemd naar Herbert Hoover die een sleutelrol speelde bij de bouw van de dam, eerst als Minister van Handel (Secretary of Commerce) en later als president van de Verenigde Staten. De Hooverdam werd gebouwd door Six Companies Incorporated, onder leiding van Frank Crowe. De bouw begon in 1930 en werd in 1936 afgerond, ruim twee jaar voor de geplande datum. De dam wordt uitgebaat door het Bureau of Reclamation van het Ministerie van Binnenlandse Zaken.
Het stuwmeer dat achter de dam ontstaan is, heet Lake Mead, naar Elwood Mead die het toezicht had bij de aanleg van de dam.

## Geschiedenis

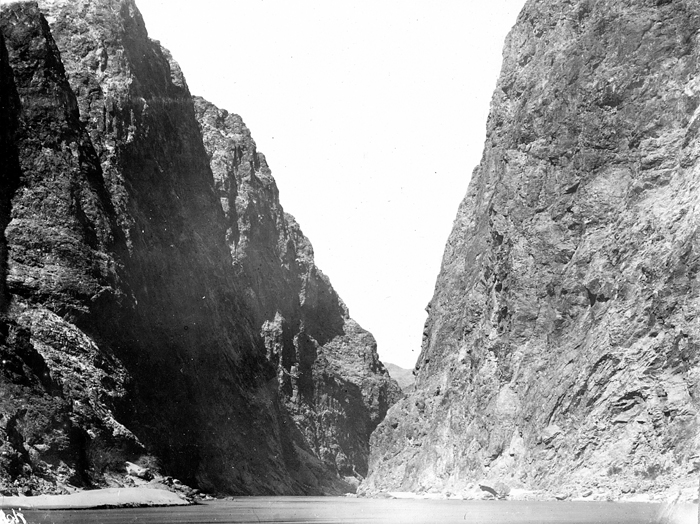
Het dal voor de bouw van de dam

Voor de dam werd aangelegd had het dal van de Colorado regelmatig te kampen met overstromingen door smeltende sneeuw uit de Rocky Mountains. Deze overstromingen bedreigden de stroomafwaarts gelegen boerderijen.
In 1921 stelde Herbert Hoover, toenmalig minister van handel onder president Coolidge, de bouw voor van een hoge dam in de Boulder Canyon om de periodieke overstromingen onder controle te krijgen en het water op te slaan ten behoeve van irrigatie en gebruik door gemeenten en industrie. Hij voorzag een dam die zelfvoorzienend zou zijn, met een eigen inkomen uit de verkoop van elektriciteit die uit het water opgewekt zou worden.
In januari 1922 had Hoover een ontmoeting met de gouverneurs van Arizona, Californië, Colorado, Nevada, New Mexico, Utah en Wyoming om tot overeenstemming te komen over de verdeling van de wateren van de Colorado over de staten voor eigen gebruik. Dit resulteerde in het Colorado River Compact, dat op 24 november 1922 getekend werd, waarin het rivierbassin gesplitst werd in een hoger gelegen deel en een lager gelegen deel en waarbij de staten in iedere regio onderling zouden uitmaken hoe het water verder verdeeld zou worden. Het akkoord maakte de weg vrij voor het begin van het Boulderdamproject, dat in 1930 van start ging. Tegen die tijd was Hoover president geworden.
De dam werd aangelegd ten tijde van de Grote Depressie, een tijd waarin constructietunnels niet geventileerd werden. Ten gevolge hiervan kwamen ruim 100 bouwvakkers om bij de aanleg van de omleidingtunnels en de dam zelf. Bij de bouw werden speciale "ijskistploegen" ("ice box men") ingezet die in geval van oververhitting de tunnels in renden om aangeslagen bouwvakkers in natte doeken en ijs te wikkelen om ze af te koelen, maar vaak was dit onvoldoende of gewoon te laat. Niet alleen werklieden, maar ook veel van hun vrouwen en kinderen kwamen om in de verzengende hitte, in combinatie met de slechte hygiënische omstandigheden waarmee ze te kampen hadden in de vieze tentenkampen zoals Ragtown, die al snel rond de dam ontstonden. Six Companies werd aangetrokken om voor de bouwvakkers een nieuw stadje te bouwen (Boulder City), maar Frank Crowe voelde er meer voor om zijn capaciteit voornamelijk te richten op de aanleg van de tunnels en de dam. Crowe was namelijk bang voor de stormvloeden tijdens de winter en de boetes die hij zou krijgen als hij achter raakte op het schema. De onvrede met Ragtown en de slechte werkomstandigheden leidden echter tot een staking, die uitbrak op 8 augustus 1931. Six Companies reageerde met stakingsbrekers met pistolen en knuppels en de staking werd spoedig gebroken. Maar de onvrede was toch aanleiding voor de autoriteiten om de aanleg van Boulder City te versnellen en tegen de lente van 1932 was Ragtown verlaten.
De generatoren van de Hoover Krachtcentrale begonnen op 6 oktober 1936 stroom te leveren van de Colorado aan het 364 kilometer verderop gelegen Los Angeles. Tot en met 1961 werden er gaandeweg meer opwekkingseenheden geplaatst. De 17 hoofdturbines van deze centrale hebben een capaciteit van 2074 Megawatt. De dam en de centrale vallen onder het Bureau of Reclamation van het Amerikaanse Ministerie van Binnenlandse Zaken.
Naast economische bekendheid en bekendheid als staaltje van bouwkunde, staat de dam bekend als pronkstuk van Art Deco.
Teneinde een eind te maken aan de voortdurende verkeersopstoppingen op en rond de dam, alsmede ingegeven door toenemende zorgen rondom de beveiliging van de dam naar aanleiding van de ontwikkelingen vanaf 11 september 2001, is besloten tot de aanleg van een brug parallel aan de dam. Deze brug, officieel de Mike O'Callaghan-Pat Tillman Memorial Bridge, werd geopend op 19 oktober 2010, waarmee de voortdurende opstoppingen tussen Arizona en Nevada ter hoogte van de dam definitief tot het einde behoren.

## Kenmerken

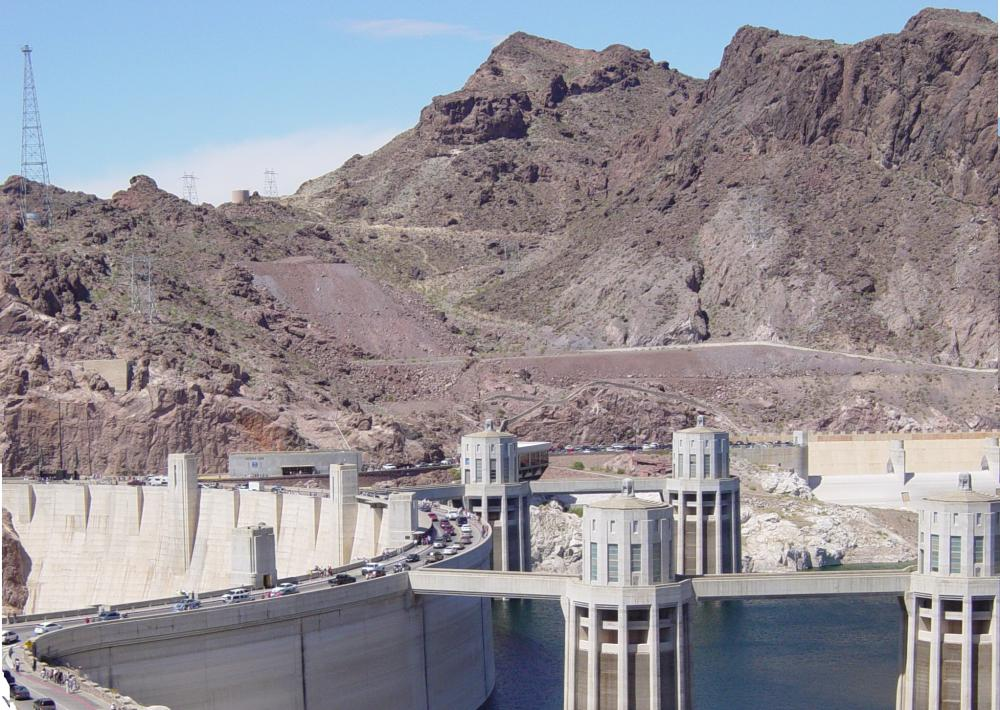
De Amerikaanse snelweg 93 die voorheen over de Hooverdam liep

- Bouwperiode: 20 april 1931 - 1 maart 1936
- Bouwkosten: $49 miljoen (tegenwoordige bouwkosten $676 miljoen)
- Hoogte van de dam: 221,40 meter (op een na hoogste dam in de VS)
- Dikte van damwand: 15 meter aan de top, uitlopend tot 200 meter aan de voet
- Volume beton: 3,33 miljoen m³
- Verkeersdruk op de dam: per dag tussen de 13.000 en 16.000 mensen, volgens het Amerikaanse Ministerie van Verkeer
- Grootte van Lake Mead: oppervlakte van 640 km², strekt zich 177 kilometer uit achter de dam; volume 35,2 km³
- Op vier na drukst bezochte nationale park van de VS met 8 tot 10 miljoen bezoekers op jaarbasis (gewoon verkeer over de dam niet meegerekend)

## Getouwtrek rond de naam

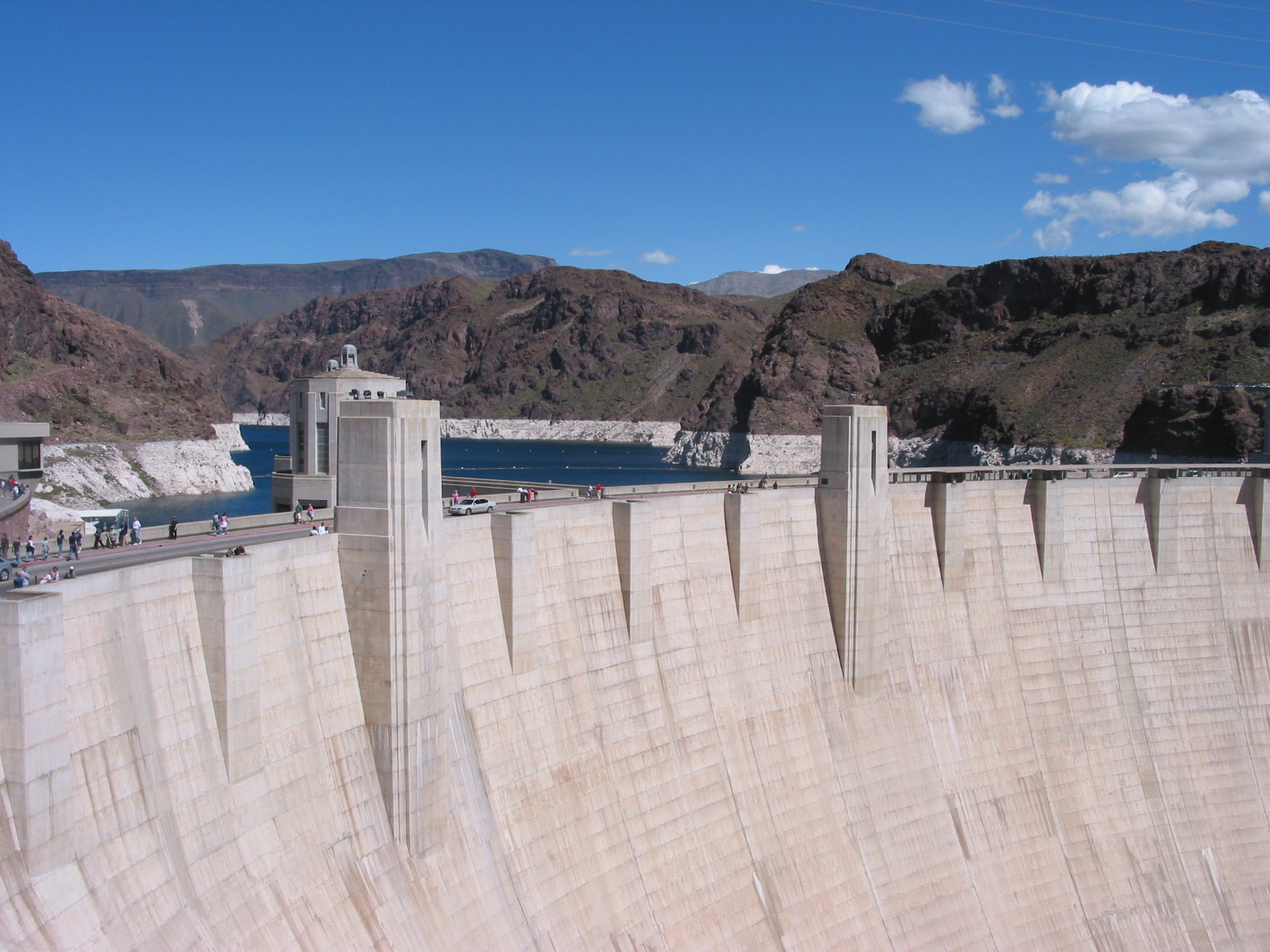
De stroomafwaartse kant van de dam

De dam zou eerst Boulderdam heten (en het Boulderdamproject), naar de voorziene ligging in Boulder Canyon. Toen de locatie verplaatst werd naar Black Canyon om het water beter te kunnen indammen, bleef de naam Boulder bestaan. Het projectwerk (maar niet de dambouw) begon op 7 juli 1930. Bij de officiële aanvang op 17 september 1930 kondigde Ray L. Wilbur (Hoovers Minister van Binnenlandse Zaken) de naam Hooverdam aan. Hoover was al aan zijn campagne begonnen voor een tweede ambtstermijn en in het licht van de Depressie wilde hij tastbaar bewijs dat hij nieuwe banen had geschapen.
Hoover verloor de nieuwe presidentsverkiezingen en op 8 mei 1933 werd de dam door Harold L. Ickes (Minister van Binnenlandse Zaken onder Franklin Delano Roosevelt) weer omgedoopt tot Boulderdam. Dit was een tamelijk gemene stap die bedoeld was om ervoor te zorgen dat Hoover de eer voor de dam niet zou opstrijken, ondanks het feit dat zijn regering met het project begonnen was. Maar uiteindelijk tekende president Harry S. Truman op 30 april 1947 een wet die de officiële benaming weer terugdraaide tot Hooverdam.

## De scheve palen
Het transformatorstation van de Hooverdam is aangelegd in een vernauwing van het dal van de Colorado. Ten gevolge daarvan was het lastig om de stroomleidingen aan te leggen die de stroom uit het station af zouden voeren. De oplossing werd gevonden in de karakteristieke, sterk gekromde hoogspanningstorens rond de vallei die soms bijzonder sterk overhellen ten opzichte van de verticaal.

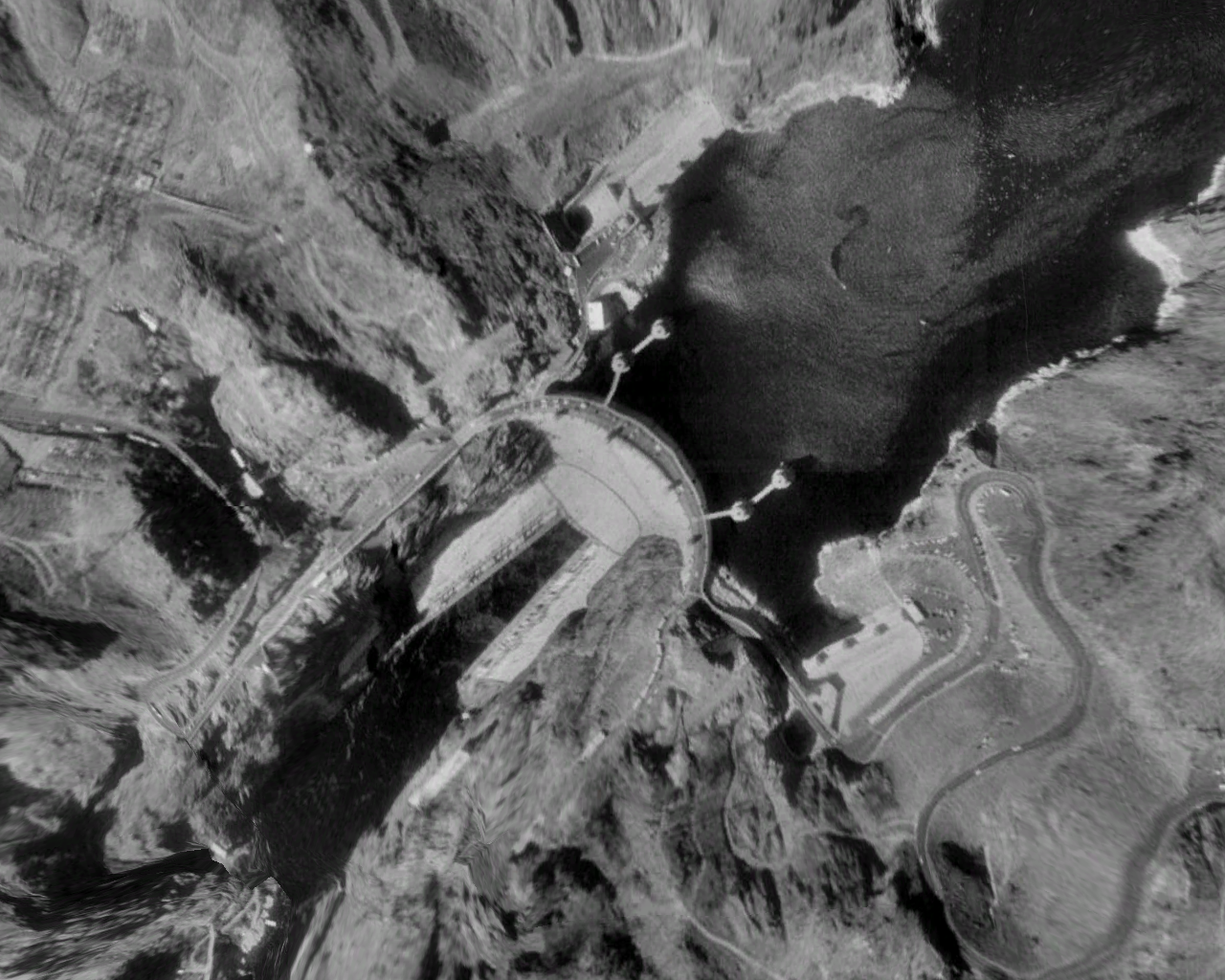
Satellietfoto van Hooverdam